# علیرضا
علیرضا [æli: ɾeˈzɒ:] یک نام پسرانه با ریشهٔ عربی و نامی رایج در جهان اسلام است.
افراد شاخص با این نام از این قرارند:
- علیرضا مرندی، سیاست‌مدار ایرانی
- علیرضا تنگسیری، فرمانده نیروی دریایی سپاه پاسداران انقلاب اسلامی
- سید علیرضا یاسینی، سرتیپ خلبان نیروی هوایی ارتش جمهوری اسلامی ایران
- علیرضا فخاری، پاسدار و استاندار تهران
- علیرضا اکبرپور، بازیکن فوتبال ایرانی
- علیرضا عسگری، سرتیپ بازنشسته سپاه پاسداران انقلاب اسلامی، معاون وزیر دفاع ایران و عضو هیئت دولت محمد خاتمی که در ترکیه ناپدید شد
- علیرضا زاکانی، سیاستمدار اصولگرا و شهردار تهران
- علیرضا عصار، خوانندهٔ پاپ ایرانی
- علیرضا افتخاری، خوانندهٔ موسیقی سنتی ایرانی
- علیرضا قربانی، موسیقی‌دان ایرانی
- علیرضا طلیسچی، خوانندهٔ پاپ ایرانی
- علیرضا خمسه، بازیگر ایرانی
- علیرضا زمانی، عنکبوت‌شناس ایرانی
- علیرضا منصوریان، بازیکن فوتبال ایرانی
- علیرضا مشایخی، آهنگساز ایرانی
- علیرضا واحدی نیکبخت، بازیکن فوتبال ایرانی
- علیرضا نوری‌زاده، روزنامه‌نگار، نویسنده و کارشناس مسائل سیاسی ایران و خاورمیانه و رئیس «مرکز مطالعات عربی ایرانی» در لندن
- علیرضا پهلوی(یکم)، پسر رضا شاه و برادر محمدرضا پهلوی
- علیرضا پهلوی (دوم)، نوه رضا شاه و پسر محمدرضاشاه پهلوی
- علیرضا رضایی، کشتی‌گیر ایرانی و دارنده نشان نقره المپیک
- علیرضا سلیمانی، قهرمان سنگین‌وزن کشتی آزاد جهان
- علیرضا دبیر، قهرمان و رئیس فدراسیون کشتی ایران
- علیرضا نادی، بازیکن تیم ملی والیبال جمهوری اسلامی ایران
- علیرضا حقیقی، دروازه‌بان تیم ملی فوتبال ایران
- علیرضا بیرانوند، دروازه‌بان تیم ملی فوتبال ایران
- علیرضا جهانبخش، بازیکن تیم ملی فوتبال ایران
- علیرضا کوشکی، بازیکن فوتبال اهل ایران
- علیرضا ابراهیمی (بازیکن فوتبال)، بازیکن فوتبال اهل ایران
- سید علیرضا موسوی، بازیکن هندبال اهل ایران
- علیرضا رضایی (بازیکن فوتبال، زاده ۱۳۷۸)، دروازبان فوتبال اهل ایران
- علیرضا فغانی، داور بین‌المللی اهل ایران
- علیرضا پیغمبردوست، فعال فرهنگی و اجتماعی استان البرز

علیرضایعقوبی سورکی فعال اجتماعی ازچهارمحال